# Paramito oyacachi
Espèce
Paramito oyacachi est une espèce d'araignées aranéomorphes de la famille des Hahniidae.

## Distribution
Cette espèce est endémique de la province de Pichincha en Équateur,. Elle se rencontre dans le canton de Cayambe vers Oyacachi.

## Description
La femelle holotype mesure 2,77 mm.

## Systématique et taxinomie
Cette espèce a été décrite par Dupérré et Tapia en 2024.

## Étymologie
Son nom d'espèce lui a été donné en référence au lieu de sa découverte, Oyacachi.

## Publication originale
- Dupérré & Tapia, 2024 : « First record of the family Hahniidae in Ecuador with description of thirteen new species and three new genera (Araneae: Hahniidae). » Taxonomy, vol. 4, no 1, p. 53-111 (texte intégral).